# Candi Milo
Candyce Anne Rose Milo (Palm Springs, California, 1961) es una actriz estadounidense, reconocida por aportar su voz en una gran cantidad de producciones animadas de cine y televisión como Tiny Toon Adventures, Dexter's Laboratory, Cow and Chicken, The Adventures of Jimmy Neutron, Boy Genius y My Life as a Teenage Robot. También ha actuado en obras de teatro, y en series y películas de imagen real.

## Filmografía

### Cine de animación
| Año  | Título                                             | Papel                  | Notas           |
| ---- | -------------------------------------------------- | ---------------------- | --------------- |
| 1992 | Tiny Toon Adventures: How I Spent My Vacation      | Sweetie Pie            | Directo a video |
| 1992 | Aladdín                                            | Fatima                 |                 |
| 1992 | Cool World                                         | Lonette, Bob           |                 |
| 2000 | Scooby-Doo and the Alien Invaders                  | Crystal, Amber         | Directo a video |
| 2000 | An American Tail: The Mystery of the Night Monster | Madame Mousey          | Directo a video |
| 2001 | Jimmy Neutron: Boy Genius                          | Nick Dean, Britney, PJ |                 |
| 2001 | El viaje de Chihiro                                | Voces adicionales      |                 |
| 2003 | Scooby-Doo y el monstruo de México                 | Charlene               | Directo a video |
| 2005 | The Legend of Frosty the Snowman                   | Sra. Tinkerton         | Directo a video |
| 2005 | The Happy Elf                                      | Cassie, Curtis, Gurt   |                 |
| 2005 | Thru the Moebius Strip                             | Voces adicionales      |                 |
| 2006 | The Ant Bully                                      | Enfermera              |                 |
| 2006 | Casper's Scare School                              | Mickey                 | Telefilme       |
| 2008 | Destination: Imagination                           | Coco / Madame Foster   |                 |
| 2010 | Kung Fu Magoo                                      | Gor-Illiana, McBarker  | Directo a video |
| 2012 | Big Top Scooby-Doo!                                | Jean                   | Directo a video |
| 2012 | Exchange Student Zero                              | Avere, Karuta          | Telefilme       |
| 2013 | Justice League: The Flashpoint Paradox             | Perséfone              | Directo a video |
| 2013 | Scooby-Doo! Stage Fright                           | Barb Damon             | Directo a video |
| 2014 | Scooby-Doo! Frankencreepy                          | Gypsy/Lila             | Directo a video |
| 2015 | The Snow Queen 2                                   | Rosa                   |                 |
| 2021 | Space Jam: A New Legacy                            | Abuela                 |                 |
| 2024 | The Day the Earth Blew Up: A Looney Tunes Movie    | Petunia                |                 |